# Physothorax annuliger
Physothorax annuliger is een vliesvleugelig insect uit de familie Torymidae. De wetenschappelijke naam is voor het eerst geldig gepubliceerd in 1885 door Mayr.